# Chasmata di Teti
Segue una lista dei chasmata presenti sulla superficie di Teti. La nomenclatura di Teti è regolata dall'Unione Astronomica Internazionale; la lista contiene solo formazioni esogeologiche ufficialmente riconosciute da tale istituzione.
I chasmata di Teti portano i nomi di personaggi e luoghi legati all'Odissea, poema epico di Omero.

## Prospetto
| Chasma        | Eponimo                                                          | Latitudine | Longitudine | Diametro |
| ------------- | ---------------------------------------------------------------- | ---------- | ----------- | -------- |
| Ithaca Chasma | Itaca - Isola natia di Ulisse.                                   | 14° S      | 6,1° W      | 1219 km  |
| Ogygia Chasma | Ogigia - Isola dove Ulisse è ospitato per sette anni da Calipso. | 56° N      | 95,2° W     | 120 km   |